# Sharam
Sharam, właśc. Sharam Tayebi (per. : شهرام طیبی, ur. 12 stycznia 1970 w Teheranie) – irański producent muzyczny i DJ mieszkający na stałe w Stanach Zjednoczonych. Karierę muzyczną rozpoczął w 1992. Jest założycielem projektu Deep Dish.

## Dyskografia

### Albumy
- 2008: Get Wild
- 2016: Retroactive

### Single i EP
- 2006: PATT (Party All The Time)
- 2008: Secret Parkway
- 2008: The One (gośc. Daniel Bedingfield)
- 2008: Get Wild
- 2008: Texi
- 2008: Crazi
- 2009: She Came Along (gośc. Kid Cudi)
- 2010: Don't Say a Word (gośc. Anousheh Khalili)
- 2010: Fun (gośc. Anousheh Khalili)
- 2011: God Always
- 2011: Que Cubano
- 2012: Our Love (gośc. Anousheh Khalili)
- 2012: Radio G
- 2013: On & On (gośc. Anousheh Khalili)
- 2013: My Way (gośc. Honey Honey)
- 2014: Tripi (gośc. Manfred Mann’s Earth Band)
- 2015: August House
- 2015: HEAVi
- 2015: October House
- 2016: Octodub